# Kálfhóll
Kálfhóll är en kulle i republiken Island. Den ligger i regionen Norðurland eystra, 300 km nordost om huvudstaden Reykjavík. Toppen på Kálfhóll är 346 meter över havet.
Trakten runt Kálfhóll är nära nog obefolkad, med mindre än två invånare per kvadratkilometer. Närmaste större samhälle är Kópasker, omkring 19 kilometer nordväst om Kálfhóll. Trakten runt Kálfhóll består i huvudsak av gräsmarker.